# Emiliano Sanchez
Emiliano Diebo Sanchez, także Poty Sanchez (ur. 9 grudnia 1977 w Buenos Aires) – argentyński żużlowiec, posiadający również włoską licencję.

## Życiorys
Największymi indywidualnymi sukcesami Emiliano Sancheza jest zdobycie złotych medali w indywidualnych mistrzostwach Argentyny (2001, 2002) oraz Włoch (2004, 2005). W latach 2003, 2004 i 2005 reprezentował Włochy w eliminacjach Drużynowego Pucharu Świata. W 2005 r. zajął VI m. w finale Mistrzostw Europy Par. 
Na torach  brytyjskich lig żużlowych startuje od 1999 r., reprezentując kluby Glasgow Tigers (1999–2001), Trelawny Tigers (2002–2003), Hull Vikings (2004–2005), Sheffield Tigers (2006), Birmingham Brummies (2007), Stoke Potters (2008), Scunthorpe Scorpions (2008) oraz King's Lynn Stars (2009). Największe sukcesy w tych rozgrywkach odniósł w latach 2002, 2004, 2009 (I miejsca w Premier Trophy Winner) oraz 2004, 2009 (I miejsca w Premier League).